# McLaren MP4-31
El McLaren MP4-31 es un monoplaza de Fórmula 1 diseñado por Tim Goss y Peter Prodromou para el equipo McLaren Honda, para competir en la temporada 2016. Repite la pareja de pilotos del anterior año, con Jenson Button (campeón del mundo en 2009) y Fernando Alonso (campeón del mundo en 2005 y 2006).
Tras la desastrosa temporada anterior, buscan remontar posiciones en el pelotón con el incremento de fiabilidad y potencia en la unidad de potencia de Honda. El resultado fue considerablemente mejor, llegando de manera más frecuente a la zona de puntos, con una sólida 6° posición en el campeonato de constructores. Jenson Button obtuvo la 15° posición en el mundial de pilotos, y Fernando Alonso finalizó en la 10° posición. En resumen, fue una temporada decente, mucho mejor que la 2015, y el MP4-31 se comportó de una buena manera en general. Los problemas con la unidad de potencia disminuyeron, aunque sí se echó de menos una mayor potencia por parte de este.
Se considera el mejor coche de la era Honda, debido a las dificultades experimentadas en 2015 y, después, a la decepción de la temporada 2017, donde el McLaren ganó en aerodinámica pero perdió estrepitosamente en motor, el cual experimentaba escapes de aceite y vibraciones que le impedían mostrar su potencial.

## Resultados
(Clave) (negrita indica pole position) (cursiva indica vuelta rápida)
| Año  | Motor                     | Neu. | N.º | Pilotos           | 1   | 2   | 3   | 4   | 5   | 6   | 7   | 8   | 9   | 10  | 11  | 12  | 13  | 14  | 15  | 16  | 17  | 18  | 19  | 20  | 21  | Puntos | Pos. |
| ---- | ------------------------- | ---- | --- | ----------------- | --- | --- | --- | --- | --- | --- | --- | --- | --- | --- | --- | --- | --- | --- | --- | --- | --- | --- | --- | --- | --- | ------ | ---- |
| 2016 | Honda RA616H 1.6 V6 Turbo | P    |     |                   | AUS | BHR | CHN | RUS | ESP | MON | CAN | EUR | AUT | GBR | HUN | GER | BEL | ITA | SIN | MYS | JPN | USA | MEX | BRA | ABU | 76     | 6°   |
| 2016 | Honda RA616H 1.6 V6 Turbo | P    | 14  | Fernando Alonso   | Ret |     | 12  | 6   | Ret | 5   | 11  | Ret | Ret | 13  | 7   | 12  | 7   | 14  | 7   | 7   | 16  | 5   | 13  | 10  | 10  | 76     | 6°   |
| 2016 | Honda RA616H 1.6 V6 Turbo | P    | 22  | Jenson Button     | 14  | Ret | 13  | 10  | 9   | 9   | Ret | 11  | 6   | 12  | Ret | 8   | Ret | 12  | Ret | 9   | 18  | 9   | 12  | 16  | Ret | 76     | 6°   |
| 2016 | Honda RA616H 1.6 V6 Turbo | P    | 47  | Stoffel Vandoorne |     | 10  |     |     |     |     |     |     |     |     |     |     |     |     |     |     |     |     |     |     |     | 76     | 6°   |